# Смаљавички рејон
Смаљавички рејон (блр. Смалявіцкі раён; рус. Смолеви́чский район) је административна јединица другог нивоа у североисточном делу Минске области у Републици Белорусији. Административни центар рејона је град Смаљавичи.
У границама рејона налази се и аутономни град обласне субординације Жодзина.

## Географија
Лагојски рејон обухвата територију површине 1.394,14 км² и на 16. је месту по величини у Минској области. Простире се од севера ка југу у дужини од 43 км и од запада ка истоку 42 км.
Граничи се са Минским рејоном на западу, Червењским на југу и југоистоку, Барисавским на истоку и Лагојским рејоном на северу.
Највећи део рејона смештен је на Минском побрђу са просечним надморским висинама између 170 и 200 метара, највиша тачка је на 266 метара.
Најважнији водотоци су реке Гајна, Волма и Бродња.
Клима је умереноконтинентална са просечним јануарским температурама од −6,9°C, јулским 17,9°C. Годишња сума падавина је 685 мм. Вегетациони период траје 186 дана. Под шумама је око 33% површина.

## Историја
Рејон је основан 17. јула 1924. године.

## Демографија
Према резултатима пописа из 2009. на подручју Смаљавичког рејона стално је било насељено 42.917 становника или у просеку 30,72 ст./км².
Основу популације чине Белоруси (90,72%), Руси (6,58%) и Украјинци (1,05%).

## Насеља
На подручју Смаљавичког рејона постоји укупно 190 насељених места. У административном погледу рејон је подељен на 9 сеоских општина, једну варошицу (Зјаљони Бор) и један град (Смаљавичи) који је уједно и административни центар рејона.

## Саобраћај
Преко рејона пролазе аутопут и железница Москва—Минск—Брест—западна Европа, те магистрални друмски правци ка Червењу, Марини Горкој, Лагојску и Рудзенску.
На југозападу рејона смештен је Мински међународни аеродром.